# Stazione di Ponte d'Adda
La stazione di Ponte d'Adda è una fermata ferroviaria posta lungo la linea Pavia-Cremona, a servizio del centro abitato di Pizzighettone.

## Storia
L'impianto venne attivato il 16 marzo 1926, classificato come assuntoria, principalmente con lo scopo di servire l'attiguo stabilimento dell'azienda chimica Sicrem e il deposito militare.

## Strutture ed impianti
La fermata dispone di un piccolo fabbricato viaggiatori a due piani di cui solo parte del piano terreno è aperta all'utenza, in quanto ospita una sala d'attesa. Davanti al fabbricato si trova una lunga tettoia in lamiera che ricopre quasi interamente la bachina dell'unico binario presente.
Prima di essere trasformata in fermata, la stazione disponeva di due raccordi, ancora visibili nonostante siano scollegati dalla linea e in stato di abbandono: uno la collega con la caserma del Genio Civile, l'altro con l'attiguo stabilimento chimico Pirelli-ATA.

## Movimento
La fermata è servita da tutti i treni in servizio sulla tratta: i treni regionali in servizio sulla tratta Codogno-Cremona-Mantova ed i RegioExpress Milano-Cremona-Mantova. Tutti i servizi sono operati da Trenord.

## Servizi
La fermata dispone di:
- Sala d'attesa

## Curiosità
Curiosamente, non esiste alcuna località chiamata Ponte d'Adda. Il nome della fermata fu scelto per distinguerla dall'altra stazione presente sul territorio comunale, la stazione di Pizzighettone, che serve la borgata di Gera, sulla sponda opposta dell'Adda, e deriva solamente dalla vicinanza con il ponte in ferro a tre travate che attraversa l'omonimo fiume. Tale ponte fu ricostruito, come esiste attualmente, nel 1952 dalle Officine Meccaniche di Pozzuoli.